# Juneau Police Department
Das Juneau Police Department (JPD) ist eine Strafverfolgungsbehörde der Stadt Juneau, Alaska.
Die Behörde besteht aus zwei Abteilungen: die Administration und die ausführende Abteilung. Diese Abteilungen sind in fünf Einheiten unterteilt: Streifendienst, Verbrechensaufklärung, Öffentlichkeitsarbeit, Einwohnerdienste und die Einsatzleitstelle. Es gibt auch ein SWAT-Team, eine Bomben- und eine Entführungseinheit.
Der Polizeichef ist Chief Greg Browning.
Im April 2008 revidierte die Polizeibehörde die gängige Praxis, Vergewaltigungen nicht als Sexualverbrechen zu registrieren.
Im Juli 2008 verzeichnete man einen Anstieg von Raubüberfällen.
Die Non-Profit-Organisation Juneau Crime Line stellt Belohnungen für anonyme Tipps an die Polizei in Aussicht.

## Im Dienst gefallene Polizisten
Seit der Gründung der Polizei von Juneau sind vier Polizisten im Dienst gefallen.
| Polizist                               | Sterbedatum              | Todesursache               |
| -------------------------------------- | ------------------------ | -------------------------- |
| Chief of Detectives Donald Thomas Dull | Montag, 19. Oktober 1964 | erschossen (versehentlich) |
| Officer Jimmy Earl Kennedy             | Dienstag, 17. April 1979 | Schießerei                 |
| Officer Richard J. Adair               | Dienstag, 17. April 1979 | Schießerei                 |
| Officer Karl William Reishus           | Montag, 4. Mai 1992      | Unfall während einer Übung |